# دوشویتس
دوشویتس (به آلمانی: Döschwitz) یک منطقهٔ مسکونی در آلمان است که در کرتسشاو واقع شده‌است. دوشویتس ۸۸۴ نفر جمعیت دارد.